# Schmiedeberg (Rerik)

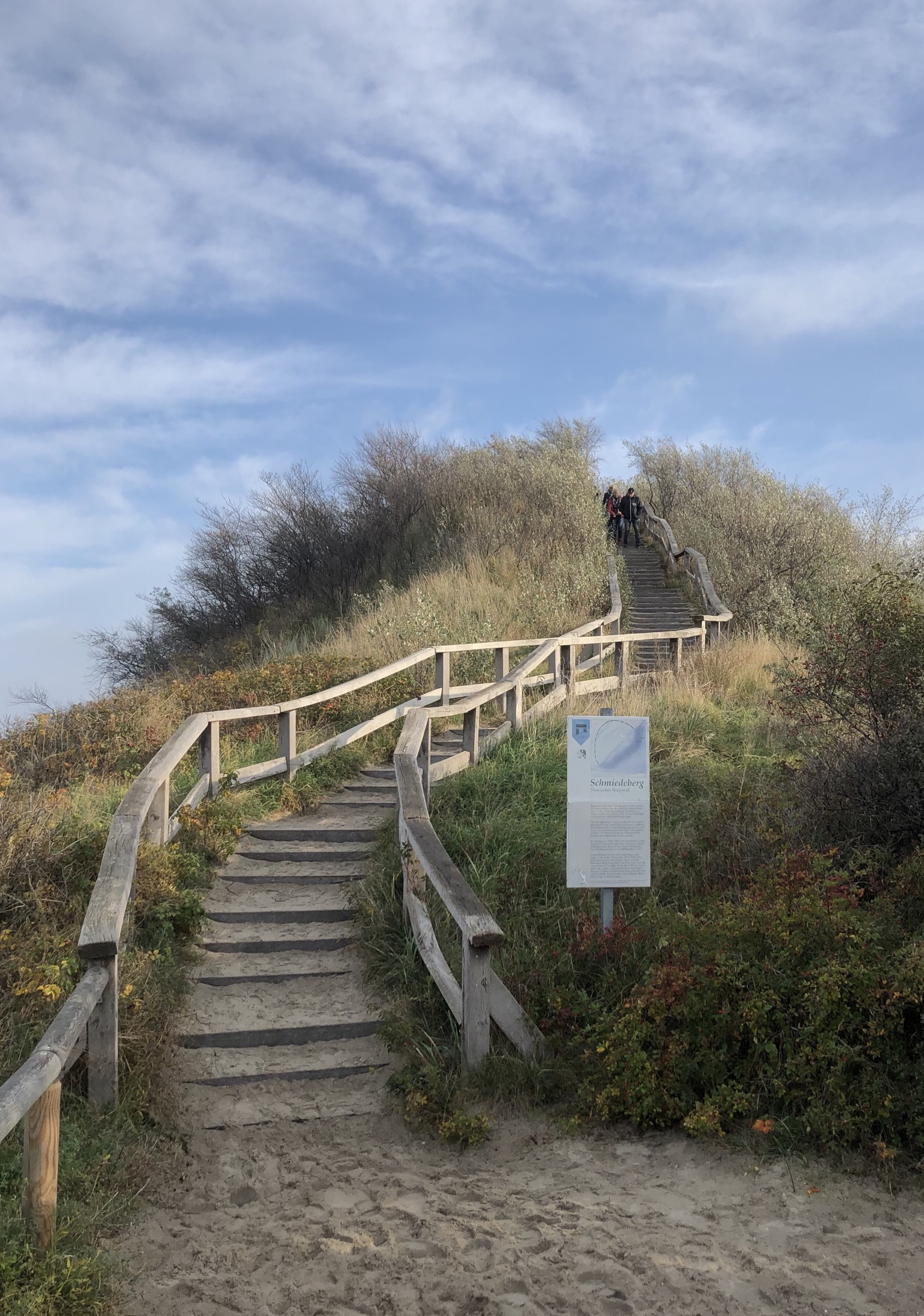
Schmiedeberg, 2020

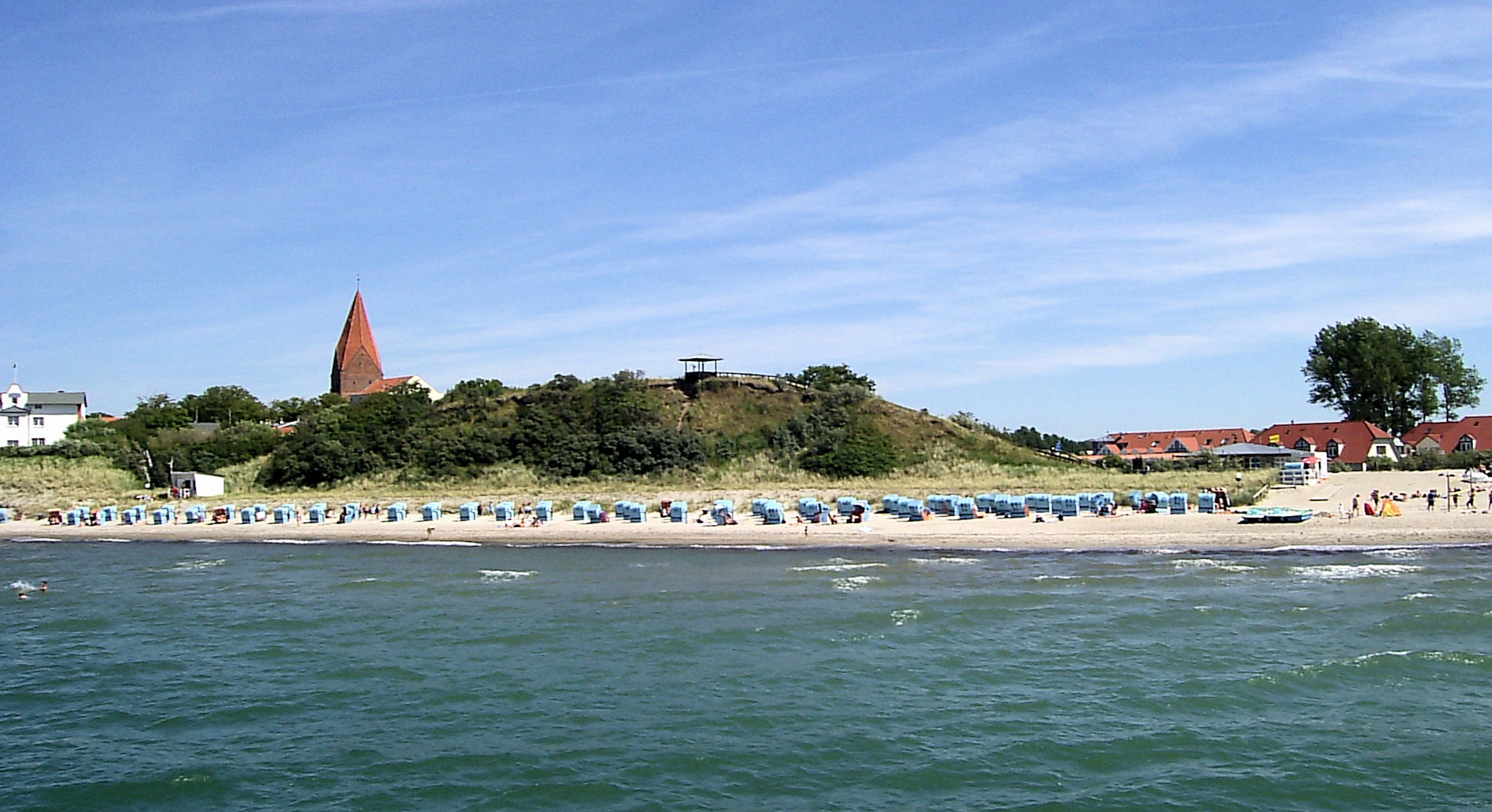
Blick von der Seeseite auf die Reste des Burgwalls, 2005

Der Schmiedeberg ist ein Hügel und Rest einer altslawischen Burganlage in Rerik in Mecklenburg-Vorpommern.
Er erhebt sich als 16 Meter hoher Kieshügel unmittelbar am Ostseestrand, nordwestlich am Rand der Ortslage von Rerik. Auf dem Gipfel des Hügels befindet sich ein überdachter Aussichtspunkt, zu dem von Südwesten her ein Aufstieg führt. Vom Aussichtspunkt besteht eine weite Sicht über die Ostsee, Rerik, das Salzhaff und die Halbinsel Wustrow. Der Name Schmiedeberg geht auf eine zeitweise am Fuße des Hügels bestehende Schmiede zurück. Weitere gebräuchliche Namen sind Schlossberg und Blocksberg.
Der slawische Burgwall geht auf das 8. Jahrhundert zurück. Die Lage unmittelbar an der Ostseeküste ist für eine solche Burganlage ungewöhnlich und sonst nur noch für die Jaromarsburg am Kap Arkona belegt. Lange wurde vor diesem Hintergrund vermutet, dass sich am Schmiedeberg der Standort des frühmittelalterlichen Handelsplatzes Reric befand. Dessen Standort wird inzwischen jedoch anderweitig verortet. Beim Ostseesturmhochwasser 1872 wurden die Reste der Burganlage weitgehend zerstört. Als Rest der Burganlage blieb der Schmiedeberg erhalten.